# Limestone (Illinois)
Pour les articles homonymes, voir Limestone.
Limestone est un village du comté de Kankakee dans l'Illinois, aux États-Unis,. Situé au centre du comté, il est incorporé en novembre 2006.

## Démographie
Lors du recensement de 2010, le village comptait une population de 1 591 habitants. Elle est estimée, en 2016, à 1 544 habitants.

## Source de la traduction
- (en) Cet article est partiellement ou en totalité issu de l’article de Wikipédia en anglais intitulé « Limestone, Illinois » (voir la liste des auteurs).